# Maison Louis-Léon-Lesieur-Desaulniers
La maison Louis-Léon-Lesieur-Desaulniers est une demeure bourgeoise située au cœur du village de Yamachiche au Québec Canada. Cette résidence néoclassique a été construite vers 1860 par les frères Joseph et Georges-Félix Héroux, deux artisans réputés de la région de la Mauricie. Elle a été bâti pour Louis-Léon Lesieur-Désaulniers (1823-1896), médecin, fonctionnaire, juge de paix, officier militaire et finalement député à l'assemblée législative du Québec. Elle a été classée Immeuble patrimonial en 1990 et a été incluse en 2008 dans L'Enfilade-de-Maisons-en-Brique-Rouge-de-Yamachiche, un ensemble de douze résidences construites par les frères Héroux.